# 福根 (俄克拉何马州)
福根（英語：Forgan）是美国奧克拉荷馬州比佛縣的一个城镇，在2010年的人口普查中人口为547人。